# Ramiro Funes Mori
Ramiro José Funes Mori (Mendoza, 5 marzo 1991) è un calciatore argentino, difensore dell'Estudiantes (LP).

## Biografia
Ha anche un fratello gemello, Rogelio, anch'egli calciatore.

## Caratteristiche tecniche
Difensore centrale mancino, forte fisicamente è dotato di buona resistenza, abile sia in marcatura che nel gioco aereo.

## Carriera

### Club

#### River Plate ed Everton
Cresciuto nelle giovanili del River Plate, squadra nella quale si è affermato, arrivando a vincere la Coppa Libertadores 2015.
Il 1º settembre 2015 viene acquistato a titolo definitivo per 12,9 milioni di euro all'Everton, firmando un contratto quinquennale con scadenza il 30 giugno 2020.
Dopo diverse esperienze tra Villarreal, Al-Nassr e Cruz Azul, nel luglio del 2023 dopo 8 anni torna al River Plate con cui firma un contratto triennale.

### Nazionale
Il 28 marzo 2015 esordisce da titolare con la nazionale argentina nella partita amichevole contro la El Salvador.
Viene convocato per la Copa América Centenario negli Stati Uniti.

## Statistiche

### Presenze e reti nei club
Statistiche aggiornate al 27 marzo 2025.
| Stagione           | Squadra            | Campionato         | Campionato | Campionato | Coppe nazionali | Coppe nazionali | Coppe nazionali | Coppe continentali | Coppe continentali | Coppe continentali | Altre coppe | Altre coppe | Altre coppe | Totale | Totale |
| Stagione           | Squadra            | Comp               | Pres       | Reti       | Comp            | Pres            | Reti            | Comp               | Pres               | Reti               | Comp        | Pres        | Reti        | Pres   | Reti   |
| ------------------ | ------------------ | ------------------ | ---------- | ---------- | --------------- | --------------- | --------------- | ------------------ | ------------------ | ------------------ | ----------- | ----------- | ----------- | ------ | ------ |
| 2011-2012          | River Plate        | PBN                | 21         | 2          | CA              | 3               | 0               | -                  | -                  | -                  | -           | -           | -           | 24     | 2      |
| 2012-2013          | River Plate        | PD                 | 10         | 0          | CA              | 0               | 0               | CS                 | 1                  | 0                  | -           | -           | -           | 11     | 0      |
| 2013-2014          | River Plate        | PD                 | 18+1       | 1          | CA              | 1               | 0               | -                  | -                  | -                  | -           | -           | -           | 20     | 1      |
| 2014               | River Plate        | PD                 | 17         | 2          | CA              | 1               | 0               | CS                 | 10                 | 1                  | -           | -           | -           | 28     | 3      |
| 2015               | River Plate        | PD                 | 11         | 2          | CA              | 1               | 1               | CL                 | 12                 | 1                  | RS+SA+CSB   | 2+1+1       | 0           | 28     | 4      |
| 2015-2016          | Everton            | PL                 | 28         | 4          | FACup+CdL       | 4+5             | 0+1             | -                  | -                  | -                  | -           | -           | -           | 37     | 5      |
| 2016-2017          | Everton            | PL                 | 23         | 0          | FACup+CdL       | 1+2             | 0               | -                  | -                  | -                  | -           | -           | -           | 26     | 0      |
| 2017-2018          | Everton            | PL                 | 4          | 0          | FACup+CdL       | 0               | 0               | -                  | -                  | -                  | -           | -           | -           | 4      | 0      |
| Totale Everton     | Totale Everton     | Totale Everton     | 55         | 4          |                 | 12              | 1               |                    | -                  | -                  |             | -           | -           | 67     | 5      |
| 2018-2019          | Villarreal         | PD                 | 31         | 2          | CR              | 1               | 0               | UEL                | 10                 | 0                  | -           | -           | -           | 42     | 2      |
| 2019-2020          | Villarreal         | PD                 | 7          | 0          | CR              | 5               | 1               | -                  | -                  | -                  | -           | -           | -           | 12     | 1      |
| 2020-2021          | Villarreal         | PD                 | 10         | 0          | CR              | 4               | 0               | UEL                | 6                  | 0                  | -           | -           | -           | 20     | 0      |
| Totale Villarreal  | Totale Villarreal  | Totale Villarreal  | 48         | 2          |                 | 10              | 1               |                    | 16                 | 0                  |             | -           | -           | 74     | 3      |
| 2021-2022          | Al-Nassr           | SPL                | 21         | 0          | KCC             | 2               | 0               | -                  | -                  | -                  | -           | -           | -           | 23     | 0      |
| 2022-2023          | Cruz Azul          | LMX                | 24+1       | 1          | -               | -               | -               |                    | -                  | -                  |             | -           | -           | 25     | 1      |
| lug.-dic. 2023     | River Plate        | PD                 | -          | -          | CA+CdL          | 0+11            | 0               | CL                 | 0                  | 0                  | TdC         | 1           | 0           | 12     | 0      |
| 2024               | River Plate        | PD                 | 2          | 0          | CA+CdL          | 1+4             | 0               | CL                 | 0                  | 0                  | -           | -           | -           | 7      | 0      |
| Totale River Plate | Totale River Plate | Totale River Plate | 79+1       | 7          |                 | 22              | 1               |                    | 23                 | 2                  |             | 5           | 0           | 130    | 10     |
| 2025               | Estudiantes (LP)   | PD                 | 3          | 0          | CA              | 0               | 0               | CL                 | 0                  | 0                  | -           | -           | -           | 3      | 0      |
| Totale carriera    | Totale carriera    | Totale carriera    | 232        | 14         |                 | 46              | 3               |                    | 39                 | 2                  |             | 5           | 0           | 322    | 19     |

### Cronologia presenze e reti in nazionale
| Cronologia completa delle presenze e delle reti in nazionale ― Argentina | Cronologia completa delle presenze e delle reti in nazionale ― Argentina | Cronologia completa delle presenze e delle reti in nazionale ― Argentina | Cronologia completa delle presenze e delle reti in nazionale ― Argentina | Cronologia completa delle presenze e delle reti in nazionale ― Argentina | Cronologia completa delle presenze e delle reti in nazionale ― Argentina | Cronologia completa delle presenze e delle reti in nazionale ― Argentina | Cronologia completa delle presenze e delle reti in nazionale ― Argentina |
| Data                                                                     | Città                                                                    | In casa                                                                  | Risultato                                                                | Ospiti                                                                   | Competizione                                                             | Reti                                                                     | Note                                                                     |
| ------------------------------------------------------------------------ | ------------------------------------------------------------------------ | ------------------------------------------------------------------------ | ------------------------------------------------------------------------ | ------------------------------------------------------------------------ | ------------------------------------------------------------------------ | ------------------------------------------------------------------------ | ------------------------------------------------------------------------ |
| 28-3-2015                                                                | Landover                                                                 | El Salvador                                                              | 0 – 2                                                                    | Argentina                                                                | Amichevole                                                               | -                                                                        |                                                                          |
| 4-9-2015                                                                 | Houston                                                                  | Argentina                                                                | 7 – 0                                                                    | Bolivia                                                                  | Amichevole                                                               | -                                                                        |                                                                          |
| 13-10-2015                                                               | Asunción                                                                 | Paraguay                                                                 | 0 – 0                                                                    | Argentina                                                                | Qual. Mondiali 2018                                                      | -                                                                        | 74’                                                                      |
| 13-11-2015                                                               | Buenos Aires                                                             | Argentina                                                                | 1 – 1                                                                    | Brasile                                                                  | Qual. Mondiali 2018                                                      | -                                                                        |                                                                          |
| 17-11-2015                                                               | Barranquilla                                                             | Colombia                                                                 | 0 – 1                                                                    | Argentina                                                                | Qual. Mondiali 2018                                                      | -                                                                        |                                                                          |
| 24-3-2016                                                                | Santiago del Cile                                                        | Cile                                                                     | 1 – 2                                                                    | Argentina                                                                | Qual. Mondiali 2018                                                      | -                                                                        | 47’                                                                      |
| 27-5-2016                                                                | San Juan                                                                 | Argentina                                                                | 1 – 0                                                                    | Honduras                                                                 | Amichevole                                                               | -                                                                        |                                                                          |
| 6-6-2016                                                                 | Santa Clara                                                              | Argentina                                                                | 2 – 1                                                                    | Cile                                                                     | Coppa America Centenario - 1º turno                                      | -                                                                        |                                                                          |
| 10-6-2016                                                                | Chicago                                                                  | Argentina                                                                | 5 – 0                                                                    | Panama                                                                   | Coppa America Centenario - 1º turno                                      | -                                                                        |                                                                          |
| 14-6-2016                                                                | Seattle                                                                  | Argentina                                                                | 3 – 0                                                                    | Bolivia                                                                  | Coppa America Centenario - 1º turno                                      | -                                                                        |                                                                          |
| 18-6-2016                                                                | Foxborough                                                               | Argentina                                                                | 4 – 1                                                                    | Venezuela                                                                | Coppa America Centenario - Quarti di finale                              | -                                                                        |                                                                          |
| 21-6-2016                                                                | Houston                                                                  | Stati Uniti                                                              | 0 – 4                                                                    | Argentina                                                                | Coppa America Centenario - Semifinale                                    | -                                                                        |                                                                          |
| 26-6-2016                                                                | East Rutherford                                                          | Argentina                                                                | 0 – 0 dts (2 – 4 dtr)                                                    | Cile                                                                     | Coppa America Centenario - Finale                                        | -                                                                        |                                                                          |
| 1-9-2016                                                                 | Mendoza                                                                  | Argentina                                                                | 1 – 0                                                                    | Uruguay                                                                  | Qual. Mondiali 2018                                                      | -                                                                        |                                                                          |
| 6-9-2016                                                                 | Mérida                                                                   | Venezuela                                                                | 2 – 2                                                                    | Argentina                                                                | Qual. Mondiali 2018                                                      | -                                                                        | 74’                                                                      |
| 6-10-2016                                                                | Lima                                                                     | Perù                                                                     | 2 – 2                                                                    | Argentina                                                                | Qual. Mondiali 2018                                                      | 1                                                                        | 82’                                                                      |
| 10-11-2016                                                               | Belo Horizonte                                                           | Brasile                                                                  | 3 – 0                                                                    | Argentina                                                                | Qual. Mondiali 2018                                                      | -                                                                        | 55’                                                                      |
| 15-11-2016                                                               | San Juan                                                                 | Argentina                                                                | 3 – 0                                                                    | Colombia                                                                 | Qual. Mondiali 2018                                                      | -                                                                        | 68’                                                                      |
| 28-3-2017                                                                | La Paz                                                                   | Bolivia                                                                  | 2 – 0                                                                    | Argentina                                                                | Qual. Mondiali 2018                                                      | -                                                                        | 36’                                                                      |
| 7-9-2018                                                                 | Los Angeles                                                              | Argentina                                                                | 3 – 0                                                                    | Guatemala                                                                | Amichevole                                                               | -                                                                        | 66’                                                                      |
| 12-9-2018                                                                | East Rutherford                                                          | Colombia                                                                 | 0 – 0                                                                    | Argentina                                                                | Amichevole                                                               | -                                                                        |                                                                          |
| 11-10-2018                                                               | Riad                                                                     | Argentina                                                                | 4 – 0                                                                    | Iraq                                                                     | Amichevole                                                               | -                                                                        |                                                                          |
| 16-11-2018                                                               | Córdoba                                                                  | Argentina                                                                | 2 – 0                                                                    | Messico                                                                  | Amichevole                                                               | 1                                                                        |                                                                          |
| 21-11-2018                                                               | Mendoza                                                                  | Argentina                                                                | 2 – 0                                                                    | Messico                                                                  | Amichevole                                                               | -                                                                        |                                                                          |
| 8-6-2019                                                                 | San Juan                                                                 | Argentina                                                                | 5 – 1                                                                    | Nicaragua                                                                | Amichevole                                                               | -                                                                        | 73’                                                                      |
| 6-7-2019                                                                 | San Paolo                                                                | Argentina                                                                | 2 – 1                                                                    | Cile                                                                     | Coppa America 2019 - Finale 3º posto                                     | -                                                                        | 90’                                                                      |
| Totale                                                                   |                                                                          | Presenze                                                                 | 26                                                                       |                                                                          | Reti                                                                     | 2                                                                        |                                                                          |

## Palmarès

### Club

#### Competizioni nazionali
- Primera B Nacional: 1

River Plate: 2011-2012
- Campionato argentino: 1

River Plate: 2013-2014
- Trofeo de Campeones de la Liga Profesional: 1

River Plate: 2023

#### Competizioni internazionali
- Coppa Sudamericana: 1

River Plate: 2014
- Recopa Sudamericana: 1

River Plate: 2015
- Coppa Suruga Bank: 1

River Plate: 2015
- Coppa Libertadores: 1

River Plate: 2015
- UEFA Europa League: 1

Villarreal: 2020-2021